# Cilaos

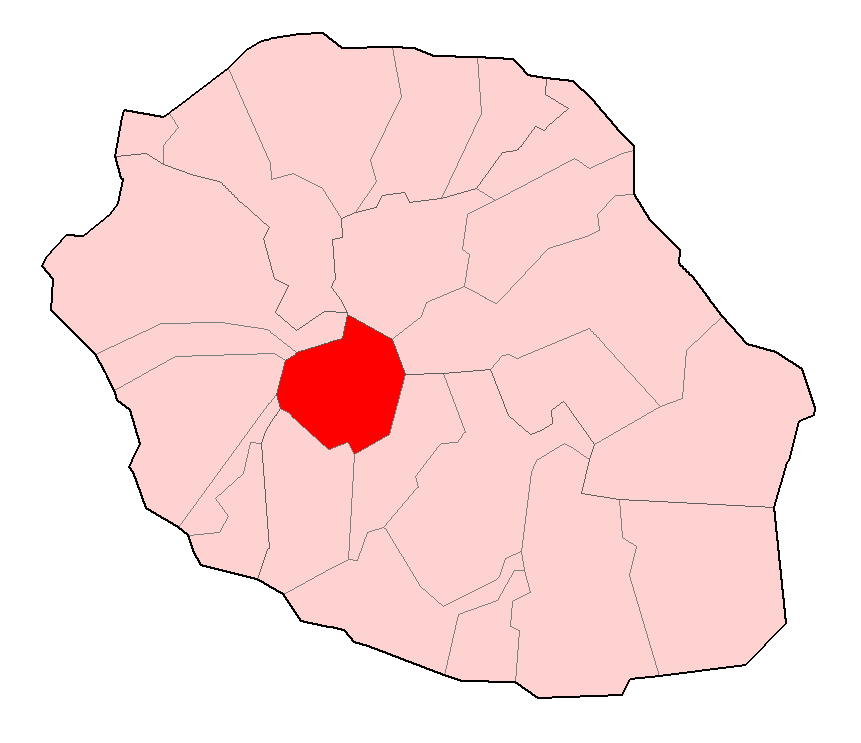
Grondgebied van de gemeente

Cilaos is een gemeente in Réunion en telt 5.623 inwoners (2011). De oppervlakte bedraagt 84,40 km², de bevolkingsdichtheid is 67 inwoners per km².
De plaats ligt op de flanken van de slapende vulkaan Piton des Neiges centraal in de caldeira Cirque de Cilaos. Er zijn radioactieve heetwaterbronnen die van de plaats een kuuroord maakten. Het toerisme blijft een belangrijke economische activiteit, met paden voor wandelaars en voor mountainbikes en canyoning in de vele watervallen.
In de gemeente worden druiven en linzen geteeld.
De rooms-katholieke kerk Notre-Dame-des-Neiges werd gebouwd in de jaren 1930 en heeft een beiaard uit 1996.
Verspreid over de gemeente en over de Cirque de Cilaos liggen vele kleine gehuchten (îlets), waarvan er vele gesticht zijn door marrons, gevluchte zwarte slaven. De naam Cilaos is afkomstig van de marrons, van het Malagassische woord toilaosa (land dat men niet verlaat).

## Galerij

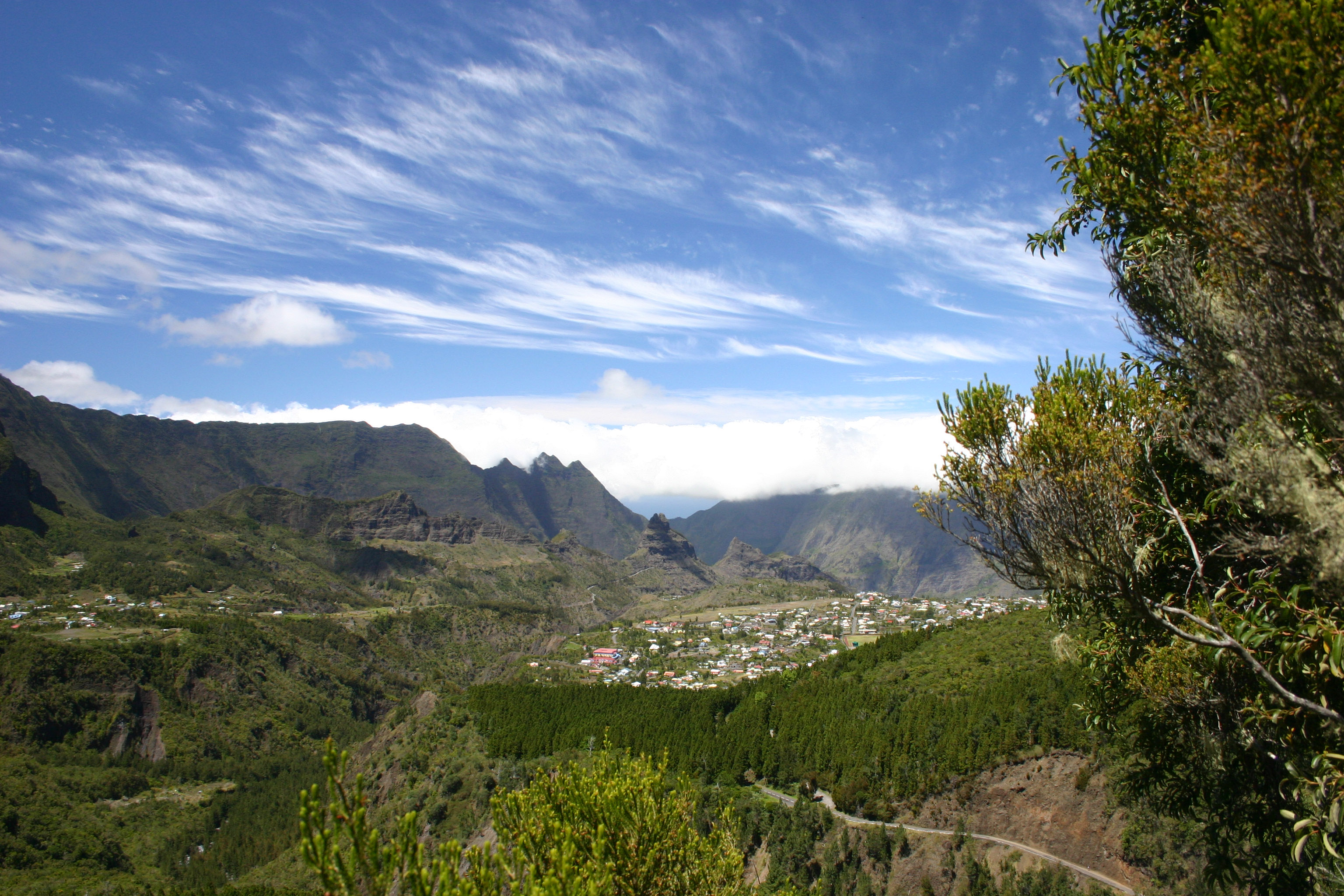
Cilaos in de Cirque de Cilaos
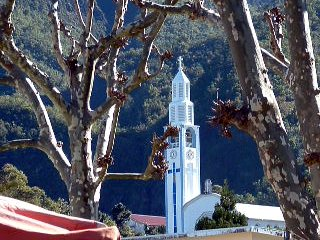
Notre-Dame-des-Neiges
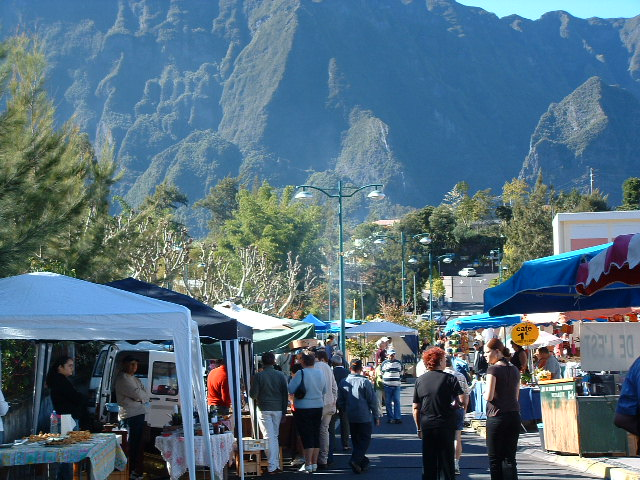
Markt in Cilaos